# Kidō Okamoto
Kidō Okamoto  (岡本 綺堂?, Okamoto Kidō), all'anagrafe Keiji Okamoto (岡本 敬二?, Okamoto Keiji) (Tokyo, 15 ottobre 1872 – 1º marzo, 1939) è stato uno scrittore giapponese, considerato il maggior rappresentante del Nuovo Teatro Kabuki.
La conoscenza della lingua inglese gli permise di leggere Le avventure di Sherlock Holmes, da cui trasse successivamente lo spunto per il detective Hanshichi, personaggio che lo ha reso il fondatore del romanzo poliziesco giapponese. In virtù del successo ottenuto, i suoi racconti gialli, raccolti sotto il titolo Hanshichi torimonochō (半七捕物帳? "Cronache investigative di Hanshichi") e scritti fra il 1917 e il 1937, sono stati adattati per la radio, la televisione, il cinema e i suoi libri tradotti in decine di lingue, italiano incluso.

## Biografia
Nato vicino al Tempio Sengaku-ji a Takanawa, Tokyo, figlio primogenito di Okamoto Keinosuke (岡本佳之助?) (poi Kiyoshi - 清), un gokenin dello Shogunato Tokugawa che, dopo la Restaurazione Meiji, lasciò il servizio e andò a lavorare per la Legazione britannica come interprete. Con il trasferimento della legazione britannica nel distretto di Kōjimachi nel 1873, il padre di Kidō vi si trasferì con la moglie e la figlia. Kidō nacque lì, a Nigōhanzaka (二合半坂), Iidamachi (飯田町) nel distretto di Kōjimachi (麹町区). Imparò a leggere il cinese da suo padre all'età di tre anni, a scrivere poesie cinesi dall'età di nove anni e a parlare inglese da suo zio e da uno studente della legazione. Dopo essersi diplomato alla scuola elementare di Hirakawa (oggi scuola elementare di Kōjimachi, nel distretto di Chiyoda), frequentò la Tokyo Prefectural Junior High School (poi Prefectural First Junior High School, oggi Tokyo Metropolitan Hibiya High School), dove aspirava a diventare un drammaturgo. Dopo il diploma, nel 1890 entrò a far parte del Tokyo Nichinichi Shimbun, senza passare alla Prima Scuola Media Superiore (oggi Università di Tokyo). Da allora lavorò per il Chuo Newspaper e l'Eiri Nippo, prima di trascorrere 24 anni come reporter di giornale fino al 1913. Trascorse anche un periodo in Manciuria come reporter militare durante la guerra russo-giapponese. Si innamorò e sposò Kojima Sakae, figlia di un ufficiale del clan Uwajima che era una geiko di Yoshiwara.
Come giornalista, scrisse recensioni teatrali e articoli di esplorazione sociale con il nome di Kyokido, nel 1891 pubblicò il suo romanzo Il castello di Takamatsu (高松城?, Takamatsu-jō) sul Nichinichi Shimbun di Tokyo. Nel 1896, la sua prima opera teatrale Shikinden fu pubblicata su Kabuki shinpō. Nel 1902, Kogane no Shachi-uwa no Takanami, una collaborazione con Oka Kitaro, fu rappresentata al teatro Kabuki-za. L'opera non fu accolta positivamente, ma il successivo successo di Ishin-go e Shuzenji Monogatari lo rese uno dei principali drammaturghi del nuovo teatro kabuki e fu coniato il termine "Kido mono".
Dal 1913 in poi si concentrò sulla scrittura, scrivendo molti racconti a puntate per i giornali, storie poliziesche e storie di fantasmi. Ha scritto 196 commedie durante la sua vita. Nel 1916, i suoi romanzi ("Sumizome" e "Ekin") furono pubblicati a puntate contemporaneamente sui giornali Kokumin Shinbun e Jiji Shinpo. Nello stesso anno, ispirandosi a Sherlock Holmes, iniziò a scrivere il primo romanzo poliziesco okkabiki del Giappone, Hanshichi Torimonochō, che fu a lungo popolare per la sua rappresentazione del periodo Edo. Nel campo delle storie di fantasmi, ha anche adattato storie di fantasmi cinesi e angloamericane, e ha curato e tradotto la World Famous Anthology of Ghost Stories e la Chinese Ghost Stories. In Sotto la lampada (ランプの下にて?, Ranpu no shita nite), i suoi ricordi della rappresentazione del kabuki della sua infanzia, sono una fonte preziosa di informazioni sul kabuki nel periodo Meiji.
Nel 1918 visitò gli Stati Uniti e l'Europa. Nel Grande terremoto del Kantō del 1923, perse la sua casa e la collezione di libri a Kōjimachi e si rifugiò nella casa del suo discepolo Roppuku Nukada ad Azabu (麻布) nella città di Minato (Minato ku - 港区). L'anno successivo si trasferì a Hyakunichō (百人町), una strada a nord di Shinjuku (Shinjuku ku - 新宿区). Nel 1930 pubblicò e supervisionò la rivista mensile Butai (Palcoscenico) al fine di coltivare la nuova generazione, e nel 1937 divenne il primo artista teatrale a diventare membro della Nihon Geijutsu-in (日本芸術院?, Accademia d'arte giapponese). A partire dal 1935 circa, i suoi romanzi (letture) e saggi si limitarono a sporadici racconti che scrisse per la rivista Sande Mainichi (サンデー毎日?). Il suo ultimo romanzo fu il controverso Tigre (虎?, Tora), pubblicato nel 1937, che racconta di due fratelli che gestiscono un circo di fenomeni da baraccone in difficoltà e che fanno fortuna quando ricevono un cucciolo di tigre.
Nel 1939 morì di polmonite nella sua casa di Kamimeguro e fu sepolto con la moglie nel cimitero di Aoyama. Il suo nome buddista era Jōraku-in Kidō nikkyō koji. Dopo la sua morte, il figlio adottivo Okamoto Kyōichi, ex studente di Kidō, fondò la casa editrice Seigerubou con lo scopo di preservare e promuovere le opere di Kidō. Il secondo presidente, Shuichi Okamoto, è il nipote di Kidō.
Dopo la sua morte, fu istituito il premio letterario Okamoto Kidō (Okamoto Kidō Juyo - 岡本綺堂授与), un premio letterario per opere teatrali, gestito dalla Nihon Bungaku Hōkokukai è stato assegnato solo due volte tra il 1943 e il 1944, durante il periodo che precede la fine della Seconda guerra mondiale.